# Missenyi (Distrikt)
Missenyi ist ein Distrikt in der tansanischen Region Kagera mit dem Verwaltungszentrum in Bunazi. Er grenzt im Norden an Uganda, im Osten und Süden an den Distrikt Bukoba, im Südwesten an den Distrikt Karagwe und im Westen an den Distrikt Kyerwa.

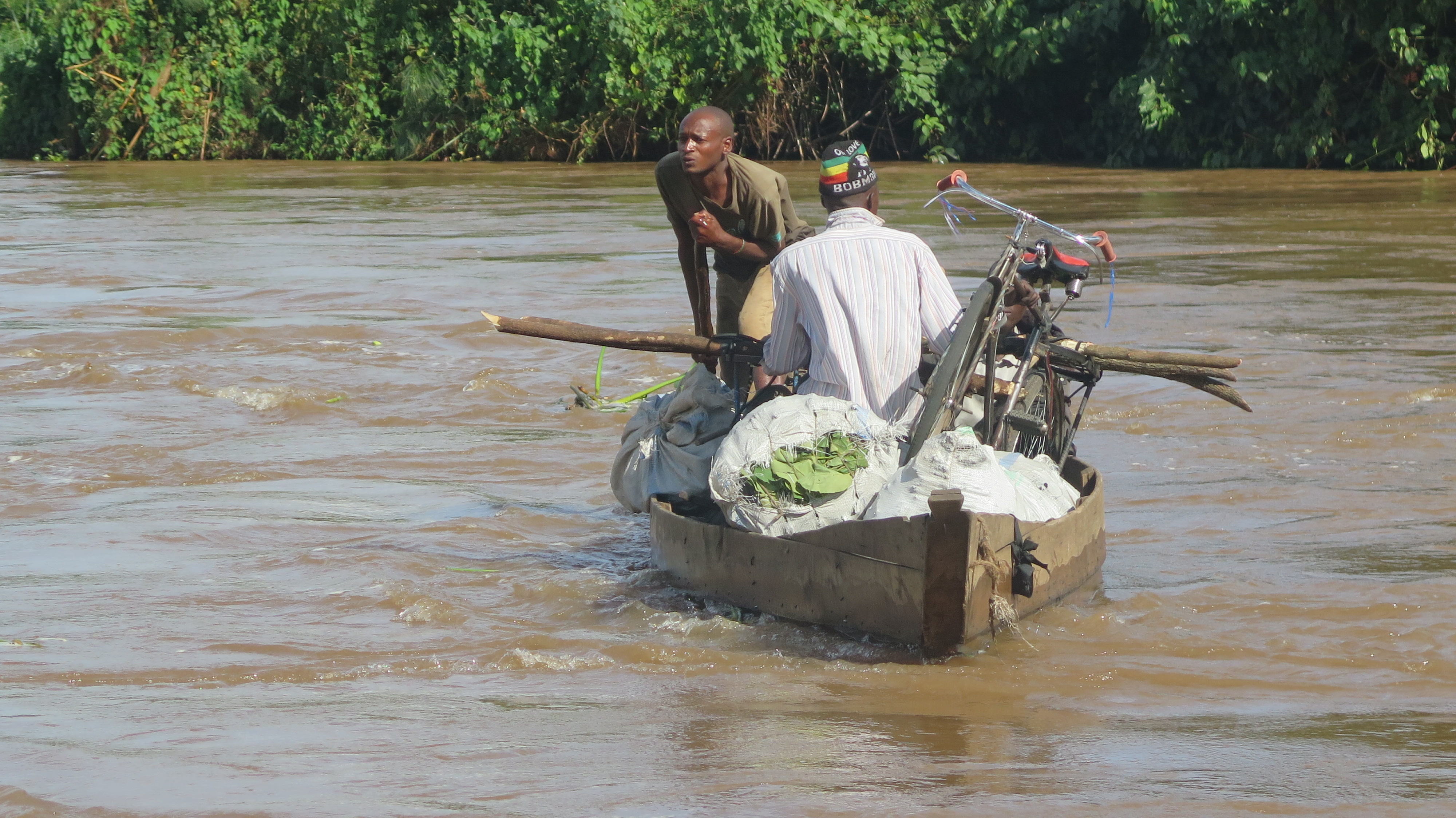
Auf dem Fluss Kagera an der Grenze zu Uganda

## Geographie
Der Distrikt Missenyi hat eine Größe von 2523 Quadratkilometer und 245.394 Einwohner (Volkszählung 2022). Er liegt auf einem Hochplateau in einer Höhe zwischen 1300 und 1400 Meter über dem Meer, im Nordosten hat er auch Anteil am Victoriasee. Die Entwässerung erfolgt größtenteils über den Fluss Kagera, der die Südwestgrenze bildet, dann den Fluss Ngono aufnimmt und in den Victoriasee mündet.
Das Klima im Distrikt ist tropisch, Aw nach der effektiven Klimaklassifikation. Wenig Niederschläge fallen in den Monaten Juni, Juli und August, ansonst regnet es monatlich zwischen 60 und 240 Millimeter, vor allem in den zwei Regenzeiten von Oktober bis Dezember und März bis Mai. Die Durchschnittstemperatur liegt konstant zwischen 20 und 21 Grad Celsius.

## Geschichte
Der Distrikt wurde im Jahr 2007 durch die Abspaltung vom Distrikt Bukoba gegründet.

## Verwaltungsgliederung
Missenyi wird in 20 Bezirke (Wards) gegliedert:
- Kakunyu
- Nsunga
- Mutukula
- Kassambya
- Minziro
- Ruzinga
- Kashenye
- Kanyigo
- Ishunju
- Buyango
- Bwanjai
- Ishozi
- Gera
- Bugandika
- Kitobo
- Bugorora
- Kyaka
- Mushasha
- Kilimilile
- Mabale

## Bevölkerung
Die Bevölkerungszahl wuchs von 152.786 im Jahr 2002 auf 202.632 im Jahr 2012. Das entspricht einem jährlichen Wachstum von 2,8 Prozent. Die Alphabetisierungsrate der über Fünfzehnjährigen stieg in diesem Zeitraum von 75 auf 83 Prozent. Im Jahr 2022 lebten 245.394 Menschen in 64.352 Haushalten.

## Einrichtungen und Dienstleistungen
- Bildung: Die 95 öffentlichen Grundschulen besuchten 19.462 Knaben und 19.413 Mädchen, daneben gab es neun Privatschulen (Stand 2019).[9]
- Wasser: Im Jahr 2012 wurden 68 Prozent der Bevölkerung mit sauberem Wasser versorgt.[10]

## Wirtschaft und Infrastruktur
Von der beschäftigten Bevölkerung waren fast drei Viertel in der eigenen Landwirtschaft tätig. Zehn Prozent waren angestellt, neun arbeiteten im Haushalt und acht Prozent waren in nicht-landwirtschaftlichen Bereichen selbständig.
| - Landwirtschaft: Die am häufigsten angebauten Früchte sind Bohnen, Mais, Maniok, Süßkartoffeln, Bananen, Kaffee und Zuckerrohr (Stand 2017). Der Distrikt hat auch viel Schwemmland mit weiten Weideflächen, die gut für die Viehzucht geeignet sind. Rinder werden meist in mittleren und großen Betrieben gezüchtet, Ziegen und Schafe halten Kleinbauern über das ganze Land verteilt. - Fischerei: Vor allem im Nordosten am Victoriasee ist die Fischerei ein wichtiger Wirtschaftsfaktor. - Straßen: Die wichtigste Straßenverbindung im Distrikt ist die Nationalstraße T4 von der Regionshauptstadt Bukoba im Südosten nach Kyaka und weiter nach Norden nach Uganda beim Grenzübergang Mutukula. | Hier fehlt eine Grafik, die leider im Moment aus technischen Gründen nicht angezeigt werden kann. Wir arbeiten daran! |

- Minziro Wald-Reservat: An der Grenze zu Uganda liegt das 31.142 Hektar große Reservat, in dem 238 Vogelarten leben.[17]

## Persönlichkeiten
- Joseph Rwegasira, geboren 21. März 1935 in Bugombe, Politiker und Diplomat, gestorben 4. März 2016 in Daressalam.